# Brlog, Krško
Brlog este o localitate din comuna Krško, Slovenia, cu o populație de 23 de locuitori.